# Omul fără chip
Omul fără chip (în engleză The Man Without a Face) este un film american din 1993, regizat de Mel Gibson, care a interpretat și rolul principal. Filmul este inspirat din romanul cu același nume al Isabelle Holland din 1972. Debutul regizoral al lui Gibson a primit recenzii respectuoase de la majoritatea criticilor.

## Rezumat
Acțiunea filmului are loc în anii 1960. În ultimii șapte ani, Justin McLeod (Gibson) a trăit ca un pictor izolat. McLeod, fost profesor, a dus o existență izolată după ce a rămas desfigurat în urma unui accident de mașină, în care a murit unul dintre elevii săi. Un băiat, Chuck, îl vede pe Justin pe un feribot și este intrigat și ușor de speriat de el. Chuck are nevoie de un meditator care să-l ajute să treacă examenul de intrare în Academia Militară și Justin pare a fi singurul care crede cu adevărat că va reuși. În cele din urmă, Chuck reușește să-l convingă pe McLeod să-i devină profesor, iar între cei doi se naște o relație de prietenie.
Chuck păstrează secrete întâlnirile sale zilnice cu McLeod pentru a evita disprețul de a fi asociat cu omul cu chipul desfigurat al cărui trecut este învăluit în mister. Nimeni nu știe prea multe despre McLeod și puțini oameni au făcut un efort pentru a ajunge să-l cunoască, făcând glume pe seama lui și considerându-l un monstru. Când mama lui Chuck află că fiul ei îl vizita zilnic pe acel om, ea și restul localnicilor sunt convinși că McLeod trebuie să fi molestat copilul, în ciuda faptului că Chuck neagă aceste acuzații. Chuck se confruntă cu McLeod și află întreaga poveste a mutilării lui: McLeod era în mașină cu un elev atunci când a avut loc accidentul. El a fost etichetat ca pedofil și exilat din orașul natal. El a fost, de asemenea, condamnat pentru omor involuntar. După ce s-a descoperit relația sa cu Chuck, McLeod este anchetat din nou de către autorități și i se ordonă să nu mai aibă niciun fel de contact cu Chuck.
După ce pleacă din oraș, McLeod îi lasă lui Chuck un bilet în care-i urează succes la academie și îi reamintește să fie tolerant cu oamenii care sunt diferiți. În finalul filmului, Chuck este prezentat la absolvirea Academiei Militare și vede o figură familiară în fundal, recunoscând-o ca fiind profesorul său, omul fără chip.

## Distribuție
- Mel Gibson - Justin McLeod
- Nick Stahl - Charles E. "Chuck" Norstadt
- Robert DeDiemar Jr - Charles E. "Chuck" Norstadt (adolescent)
- Margaret Whitton - Catherine Palin
- Fay Masterson - Gloria Norstadt
- Gaby Hoffmann - Megan Norstadt
- Geoffrey Lewis - șeriful Wayne Stark
- Richard Masur as Prof. Carl Hartley
- Michael DeLuise - Douglas Hall, prietenul Gloriei
- Ethan Phillips - Todd Lansing
- Jean De Baer - doamna Lansing
- Jack De Mave - dl. Cooper
- Viva - doamna Cooper
- Justin Kanew - Rob Lansing
- Andrew Johnson - Mo Lester

## Producție
Omul fără chip a fost filmat în Deer Isle, Maine și a marcat debutul în film a lui Nick Stahl. Mel Gibson a plănuit inițial doar să regizeze filmul și a cerut altor trei actori să joace rolul lui Justin McLeod. Cu toate acestea, din cauza dificultății de asigurare a finanțării, Gibson a decis să fie el vedetea filmului.

## Probleme legate de relațiile sexuale
Tratarea relațiilor sexuale dintre Justin McLeod și Chuck Norstadt în film diferă față de cea din cartea lui Isabelle Holland. În romanul original, McLeod se comportă într-un mod care ar putea fi interpretat ca fiind de natură pedofilă, mergând cu Chuck la înot și devenind afectuos față de el. Chuck, între timp, pare a fi atras de McLeod mai mult ca de un tată. Este o scenă în care se sugerează faptul că McLeod abuzează sexual de Chuck în dormitorul său. În film, McLeod demonstrează că nu există niciun interes sexual față de băiat, chiar dacă Chuck apare jos în lenjerie intimă atunci când este chemat de ofițerul de poliție. Criticii au remarcat faptul că criticarea homofobiei în carte a fost ascunsă în versiunea cinematografică.
Gibson și-a exprimat antipatia față de carte din cauza contactului sexual implicit între McLeod și Chuck: "Eu am citit mai întâi scenariul și de asta mi-a plăcut. Cartea este altfel - îmi pare rău, dar tipul a făcut-o. Și știți de ce? Eu am vrut doar să spun ceva mult mai pozitiv."

## Legendă urbană
În perioada lansării filmelor The Patriot și Passion of the Christ al lui Gibson, un zvon pe internet atribuit în mod fals comentatorului de radio Paul Harvey a susținut că acest film a fost inspirat dintr-un incident real, care i s-a întâmplat lui Gibson în tinerețe. Acesta s-a dovedit a fi fals.